# Тюмерево
Тюме́рево (рос. Тюмерево, чув. Тĕмер) — присілок у складі Янтіковського району Чувашії, Росія. Адміністративний центр Тюмеревського сільського поселення.
Населення — 711 осіб (2010; 888 у 2002).
Національний склад:
- чуваші — 97 %